# Ulf Lönnberg
Ulf Åke Erik Lönnberg, född 22 januari 1945 i Högalids församling i Stockholm, är en svensk politiker (kristdemokrat). Han var riksdagsledamot (tjänstgörande ersättare) 2021–2022 för Stockholms kommuns valkrets.
Lönnberg utsågs till ny ersättare för ledamot av Sveriges riksdag från och med 11 februari 2021. Han var tjänstgörande ersättare för Christian Carlsson 15 november 2021–28 januari 2022. I riksdagen var Lönnberg extra suppleant i kulturutskottet, socialutskottet och utbildningsutskottet.